# Gratiot (Wisconsin)
Gratiot és una població dels Estats Units a l'estat de Wisconsin. Segons el cens del 2000 tenia 252 habitants.

## Demografia
Segons el cens del 2000, Gratiot tenia 252 habitants, 97 habitatges, i 71 famílies. La densitat de població era de 167,8 habitants per km².
Dels 97 habitatges en un 32% hi vivien nens de menys de 18 anys, en un 54,6% hi vivien parelles casades, en un 15,5% dones solteres, i en un 25,8% no eren unitats familiars. En el 23,7% dels habitatges hi vivien persones soles el 15,5% de les quals corresponia a persones de 65 anys o més que vivien soles. El nombre mitjà de persones vivint en cada habitatge era de 2,6 i el nombre mitjà de persones que vivien en cada família era de 2,97.
Per edats la població es repartia de la següent manera: un 28,6% tenia menys de 18 anys, un 7,5% entre 18 i 24, un 28,6% entre 25 i 44, un 21,8% de 45 a 60 i un 13,5% 65 anys o més.
L'edat mediana era de 38 anys. Per cada 100 dones de 18 o més anys hi havia 89,5 homes.
La renda mediana per habitatge era de 41.944 $ i la renda mediana per família de 45.208 $. Els homes tenien una renda mediana de 28.625 $ mentre que les dones 20.125 $. La renda per capita de la població era de 16.902 $. Aproximadament el 5,2% de les famílies i el 9,2% de la població estaven per davall del llindar de pobresa.

## Poblacions més properes
El següent diagrama mostra les poblacions més properes.